# كاروسو العظيم (فلم)
كاروسو العظيم (بالإنجليزية: The Great Caruso) هو فيلم تم إنتاجه في الولايات المتحدة وصدر في سنة 1951.

## بطولة
- ماريو لانزا

## الميزانية والإيرادات
بلغت تكلفة إنتاج الفيلم حوالي 1,853,000 دولار بينما حقق أرباحا تقدر بـ 9,269,000 دولار.

### ترشيحات وجوائز
| السنة | الحدث          | الفئة          | النتيجة  |
| ----- | -------------- | -------------- | -------- |
|       | جائزة الأوسكار | أفضل خلط أصوات | فـــــوز |

## روابط خارجية
- مقالات تستعمل روابط فنية بلا صلة مع ويكي بيانات